# Federico Antonio di Schwarzburg-Rudolstadt
Federico Antonio di Schwarzburg-Rudolstadt (Rudolstadt, 14 agosto 1692 – Rudolstadt, 1º settembre 1744) fu il regnante Principe di Schwarzburg-Rudolstadt dal 1718 fino alla sua morte.

## Biografia
Era il maggiore dei figli maschi del Principe Luigi Federico I di Schwarzburg-Rudolstadt e di sua moglie Anna Sofia di Sassonia-Gotha-Altenburg. Aveva tre fratelli, insieme a nove sorelle, ma fu nel 1713 che la primogenitura fu introdotta nei principati di Schwarzburg, e quindi egli divenne l'unico principe regnante di Rudolstadt nel 1718.
La sua educazione fu organizzata principalmente dai nonni. Federico Antonio fu incoraggiato a studiare religione e varie scienze. Era in particolar modo interessato alla poesia e scrisse egli stesso dei poemi.
Tra il 1716 ed il 1731, il paese fu nella morsa dei disordini di Balisius, derivati dal nome dell'avvocato Johann Georg Balisius. Il governo cercò di aumentare la pressione fiscale, portando a disordini nel 1716. La popolazione tentò con ogni mezzo legale a disposizione di combattere l'aumento e ne chiedeva invece una riduzione. Alla fine, il governo prevalse, tuttavia, il rischio di insorgenza rimase.
Il Principe difficilmente trattò con l'attività del governo. Invece il suo cancelliere, Georg Ulrich von Beulwitz era unicamente responsabile della politica governativa. Ciò era ben noto per i suoi sudditi, che lo consideravano inadatto a governare.
Nel 1727, egli concesse a due famiglie ebree il permesso di stabilirsi a Immenrode (oggi parte di Sondershausen). Tra il 1727 e il 1737, ad ulteriori nove famiglie ebree fu concesso lo stesso privilegio. Queste famiglie diventarono la più grande comunità ebraica nel Principato di Schwarzburg-Rudolstadt nei secoli XVIII e XIX.
Nel 1732, circa 2 000 rifugiati di Salisburgo arrivarono a Rudolstadt. Erano protestanti ed erano stati espulsi da Salisburgo quando la città cominciò a far rispettare il cattolicesimo nel 1731. Furono accolti con suono delle campane della chiesa e una funzione religiosa nella chiesa di San Andreas in Rudolstadt. Molti di loro si stabilirono a Uhlstedt. Federico Antonio accettò questi rifugiati in risposta ad una richiesta scritta di Federico Guglielmo I di Prussia che aveva invitato i protestanti provenienti da Salisburgo ad andare in Prussia con una "brevetto di emigrazione" del 1731 ed il suo "brevetto di invito" del 1732. Quando i protestanti arrivarono in Prussia, Federico Guglielmo scrisse ai principi dei principati vicini, chiedendo loro di ospitare e sfamare alcuni dei rifugiati. Si ha una migliore idea delle dimensioni di questo afflusso, se ci si rende conto che i profughi arrivati in gruppi di 1 000 nel momento in cui Rudolstadt aveva solo circa 540 abitanti.
Federico Antonio dovette far fronte a una serie di rovesci finanziari, che egli trovò difficile da portare a termine. Suo fratello Guglielmo Luigi era sempre in debito, e Federico Anton dovette fargli da garante più di una volta. Nel 1726, un incendio scoppiò nell'ancestrale castello di Schwarzburg. Nel 1735, il Castello di Heideckburg bruciato fino al suolo. Nel 1737, Federico Anton iniziò la costruzione di una nuova Grande Sala sul luogo del Castello di Heidecksburg. Nel 1741, un busto del principe fu installato sopra la porta principale del cortile. La costruzione fu completata nel novembre 1744
Federico Antonio morì il 1º settembre 1744, due mesi prima che la ricostruzione di Heideckburg fosse completata.

## Matrimonio e figli

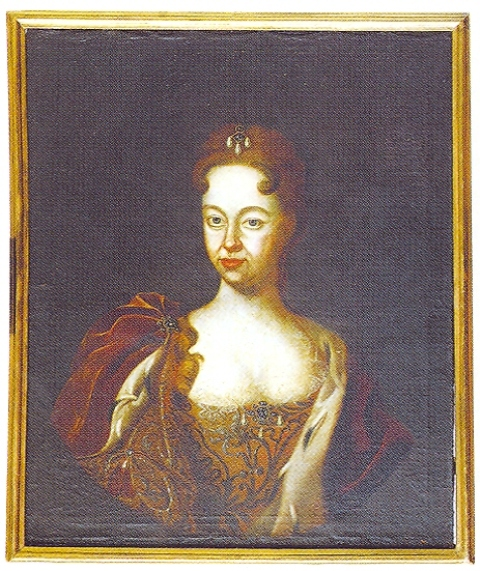
Sofia Guglielmina di Sassonia-Coburgo-Saalfeld, prima moglie di Federico Antonio

L'8 febbraio 1720 a Saalfeld, Federico Antonio sposò la principessa Sofia Guglielmina di Sassonia-Coburgo-Saalfeld (1690-1727), figlia del duca Giovanni Ernesto di Sassonia-Coburgo-Saalfeld e di sua moglie, la contessa Carlotta Giovanna di Waldeck-Wildungen. La coppia ebbe insieme tre figli:
- Giovanni Federico (1721-1767); successore paterno come principe di Schwarzburg-Rudolstadt, sposò nel 1744 la principessa Bernardina Cristiana di Sassonia-Weimar (1724-1757)
- Sofia Guglielmina (nata e morta nel 1723)
- Sofia Albertina (1724-1799)

Il 6 gennaio 1729, Federico Antonio si risposò con la principessa Cristina Sofia (1688-1750), una delle figlie del principe Cristiano Eberardo della Frisia orientale e di sua moglie, la principessa Eberadina Sofia di Oettingen-Oettingen. Questo matrimonio rimase senza figli.

## Ascendenza
|                                            |                                       |                                        | Genitori                                   |  |  | Nonni |  |  | Bisnonni                                |  |  | Trisnonni                             |  |
|                                            |                                       |                                        |                                            |  |  |       |  |  | Luigi Günther di Schwarzburg-Rudolstadt |  |  | Alberto VII di Schwarzburg-Rudolstadt |  |
|                                            |                                       |                                        |                                            |  |  |       |  |  | Luigi Günther di Schwarzburg-Rudolstadt |  |  | Alberto VII di Schwarzburg-Rudolstadt |  |
|                                            |                                       | Giuliana di Nassau-Dillenburg          |                                            |  |  |       |  |  | Luigi Günther di Schwarzburg-Rudolstadt |  |  |                                       |  |
| Alberto Antonio di Schwarzburg-Rudolstadt  |                                       |                                        |                                            |  |  |       |  |  | Luigi Günther di Schwarzburg-Rudolstadt |  |  |                                       |  |
|                                            |                                       | Emilia di Oldenburg                    | Antonio II di Oldenburg                    |  |  |       |  |  |                                         |  |  |                                       |  |
|                                            |                                       | Emilia di Oldenburg                    | Antonio II di Oldenburg                    |  |  |       |  |  |                                         |  |  |                                       |  |
|                                            |                                       | Emilia di Oldenburg                    | Sibilla Elisabetta di Brunswick-Dannenberg |  |  |       |  |  |                                         |  |  |                                       |  |
| Luigi Federico I di Schwarzburg-Rudolstadt |                                       | Emilia di Oldenburg                    |                                            |  |  |       |  |  |                                         |  |  |                                       |  |
|                                            |                                       | Alberto Federico di Barby-Mühlingen    | Jost di Barby-Mühlingen                    |  |  |       |  |  |                                         |  |  |                                       |  |
|                                            |                                       | Alberto Federico di Barby-Mühlingen    | Jost di Barby-Mühlingen                    |  |  |       |  |  |                                         |  |  |                                       |  |
|                                            |                                       | Alberto Federico di Barby-Mühlingen    | Sofia di Schwarzburg-Rudolstadt            |  |  |       |  |  |                                         |  |  |                                       |  |
| Emilia Giuliana di Barby-Muehlingen        |                                       | Alberto Federico di Barby-Mühlingen    |                                            |  |  |       |  |  |                                         |  |  |                                       |  |
|                                            |                                       | Ursula di Oldenburg-Delmenhorst        | Antonio II di Oldenburg-Delmenhorst        |  |  |       |  |  |                                         |  |  |                                       |  |
|                                            |                                       | Ursula di Oldenburg-Delmenhorst        | Antonio II di Oldenburg-Delmenhorst        |  |  |       |  |  |                                         |  |  |                                       |  |
|                                            |                                       | Ursula di Oldenburg-Delmenhorst        | Sibilla Elisabetta di Brunswick-Lunenburg  |  |  |       |  |  |                                         |  |  |                                       |  |
| Federico Antonio di Schwarzburg-Rudolstadt |                                       | Ursula di Oldenburg-Delmenhorst        |                                            |  |  |       |  |  |                                         |  |  |                                       |  |
|                                            | Ernesto I di Sassonia-Gotha-Altenburg | Giovanni di Sassonia-Weimar            |                                            |  |  |       |  |  |                                         |  |  |                                       |  |
|                                            | Ernesto I di Sassonia-Gotha-Altenburg | Giovanni di Sassonia-Weimar            |                                            |  |  |       |  |  |                                         |  |  |                                       |  |
|                                            | Ernesto I di Sassonia-Gotha-Altenburg | Dorotea Maria di Anhalt                |                                            |  |  |       |  |  |                                         |  |  |                                       |  |
| Federico I di Sassonia-Gotha-Altenburg     | Ernesto I di Sassonia-Gotha-Altenburg |                                        |                                            |  |  |       |  |  |                                         |  |  |                                       |  |
|                                            |                                       | Elisabetta Sofia di Sassonia-Altenburg | Giovanni Filippo di Sassonia-Altenburg     |  |  |       |  |  |                                         |  |  |                                       |  |
|                                            |                                       | Elisabetta Sofia di Sassonia-Altenburg | Giovanni Filippo di Sassonia-Altenburg     |  |  |       |  |  |                                         |  |  |                                       |  |
|                                            |                                       | Elisabetta Sofia di Sassonia-Altenburg | Elisabetta di Brunswick-Wolfenbüttel       |  |  |       |  |  |                                         |  |  |                                       |  |
| Anna Sofia di Sassonia-Gotha-Altenburg     |                                       | Elisabetta Sofia di Sassonia-Altenburg |                                            |  |  |       |  |  |                                         |  |  |                                       |  |
|                                            |                                       | Augusto di Sassonia-Weissenfels        | Giovanni Giorgio I di Sassonia             |  |  |       |  |  |                                         |  |  |                                       |  |
|                                            |                                       | Augusto di Sassonia-Weissenfels        | Giovanni Giorgio I di Sassonia             |  |  |       |  |  |                                         |  |  |                                       |  |
|                                            |                                       | Augusto di Sassonia-Weissenfels        | Maddalena Sibilla di Hohenzollern          |  |  |       |  |  |                                         |  |  |                                       |  |
| Maddalena Sibilla di Sassonia-Weissenfels  |                                       | Augusto di Sassonia-Weissenfels        |                                            |  |  |       |  |  |                                         |  |  |                                       |  |
|                                            |                                       | Anna Maria di Mecleburgo-Schwerin      | Adolfo Federico I di Meclemburgo-Schwerin  |  |  |       |  |  |                                         |  |  |                                       |  |
|                                            |                                       | Anna Maria di Mecleburgo-Schwerin      | Adolfo Federico I di Meclemburgo-Schwerin  |  |  |       |  |  |                                         |  |  |                                       |  |
|                                            |                                       | Anna Maria di Mecleburgo-Schwerin      | Anna Maria della Firsia orientale          |  |  |       |  |  |                                         |  |  |                                       |  |
|                                            |                                       | Anna Maria di Mecleburgo-Schwerin      |                                            |  |  |       |  |  |                                         |  |  |                                       |  |